# Wilma Lipp
Wilma Lipp (* 26. April 1925 in Wien; † 26. Jänner 2019 in Inning am Ammersee) war eine österreichische Opernsängerin (Sopran).

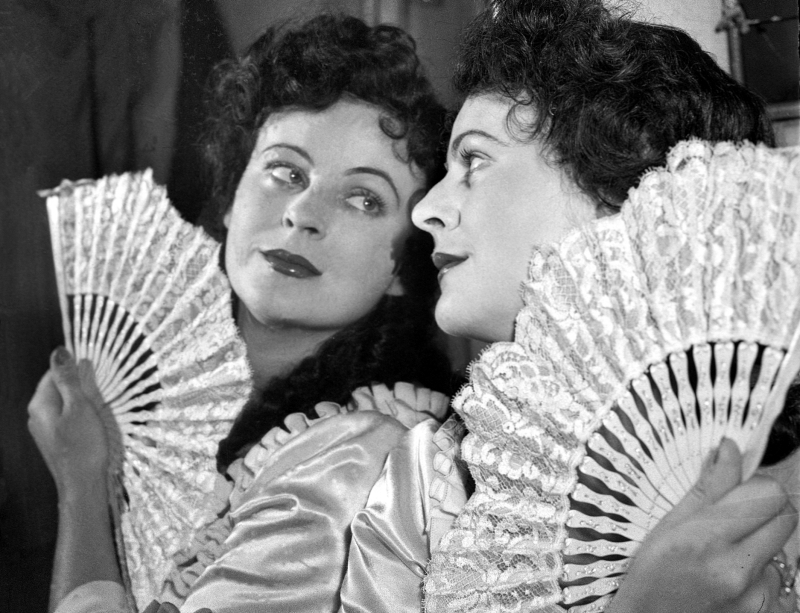
In der Rolle der Italienischen Sängerin (Capriccio, Salzburg 1950)

## Leben

### Familie und Ausbildung
Wilma Lipp, geboren im Bezirk Döbling, wuchs als Tochter eines Architekten im Wiener Bezirk Hietzing auf. Ab dem 11. Lebensjahr erhielt Lipp Gesangsunterricht, erst bei Friedl Sindl und Paola Novikova, später dann u. a. bei Toti dal Monte in Mailand sowie bei Anna Bahr-Mildenburg an der Akademie für Musik in Wien. 1943, im Alter von 17 Jahren, debütierte sie in Wien als Rosina in Der Barbier von Sevilla in einer Freilichtaufführung auf dem Heldenplatz. Im selben Jahr war sie auch als Sängerin im Wiener Konzerthaus zu hören, etwa mit der Gilda-Arie Caro nome aus der Oper Rigoletto.

### Karriere an der Wiener Staatsoper
1945 wurde sie von der Wiener Staatsoper als Elevin und später als Ensemblemitglied engagiert. Ihre erste Rolle war als Einspringerin die Kate Pinkerton in Puccinis Madama Butterfly. Zu Beginn war Lipp in Rollen wie Esmeralda (Die verkaufte Braut), Sandmännchen und Taumännchen (Hänsel und Gretel), Barbarina (Die Hochzeit des Figaro), Contessa Ceprano (Rigoletto), Italienische Sängerin (Capriccio) und anderen kleinen Partien zu hören. Einen ersten Ausflug ins „große“ Fach stellte die Adele in der Operette Die Fledermaus dar, eine Partie, die Wilma Lipp nahezu zwanzig Jahre mit großem Erfolg sang.
Als Königin der Nacht in Mozarts Oper Die Zauberflöte – eine ihrer legendären Rollen – war sie am 13. Januar 1948 erstmals (ebenfalls als Einspringerin) zu erleben; danach gestaltete sie diese Opernfigur bis 1956 noch weitere 131 Mal für die Staatsoper. Sie avancierte in dieser Aufgabe von der Zweitbesetzung der Papagena zur Premierenbesetzung der Königin, weil Maria Stader absagte und der Dirigent der Aufführung, Josef Krips, ihr diese Chance gab. Damit gelang Lipp der Durchbruch, erst in Wien und Salzburg, im Anschluss weltweit in dieser Partie. Mit Josef Krips arbeitete Lipp in den folgenden Jahren auch außerhalb der Oper in anderen Musikgenres zusammen. Krips dirigierte bei zahlreichen Konzerten von Wilma Lipp und war fallweise auch ihr Pianist bei Liederabenden, wie z. B. im Wiener Musikverein im Jahr 1964.
1953 wurde sie mit 28 Jahren zur jüngsten Kammersängerin in der Geschichte der Wiener Staatsoper ernannt, was damals für erhebliches Aufsehen sorgte.
Ab der Wiedereröffnung der Wiener Staatsoper 1955, bei der sie noch Konstanze, Königin der Nacht sowie Oscar und Musetta sang, nahm sie ab etwa 1958 kontinuierlich zahlreiche lyrische Sopranpartien in ihr Repertoire auf. Dies brachte große Facherweiterungen wie Marguerite (Faust), Antonia (Les Contes d’Hoffmann), Nedda (Pagliacci) und Eva (Die Meistersinger von Nürnberg). Im Mozart-Fach übernahm sie nunmehr auch dramatischere Partien wie Pamina (Die Zauberflöte), Contessa Almaviva (Le nozze di Figaro) und Donna Elvira (Don Giovanni) (u. a. 1961 bei den Salzburger Festspielen).
Außerdem sang sie Partien wie die Tochter (Cardillac), Euridice (Glucks Orfeo ed Euridice), Marie (Die verkaufte Braut), Rosalinde (Die Fledermaus) und Alice Ford (Falstaff).
Bei der Wiedereröffnung des Theaters an der Wien im Jahr 1962 war Wilma Lipp erstmals nicht mehr die Königin der Nacht, sondern die Pamina in Mozarts Oper Die Zauberflöte an der Seite von Nicolai Gedda als Tamino unter der musikalischen Leitung von Herbert von Karajan.
An der Wiener Staatsoper stand Wilma Lipp in rund 1200 Aufführungen auf der Bühne. Außerdem war Wilma Lipp auch im Konzertsaal sowie im Bereich der geistlichen Musik sehr präsent, so sang sie regelmäßig im Musikverein in Wien und absolvierte Konzerttourneen u. a. durch Süd- und Nordamerika.

### Gastspiele
Im Jahr 1948 sang sie erstmals bei den Salzburger Festspielen: die Konstanze in Mozarts Die Entführung aus dem Serail, musikalische Leitung: Josef Krips. Es folgten Auftritte an der Scala di Milano (1950; als Königin der Nacht und als Konstanze), an der Pariser Oper, an der Bayerischen Staatsoper, an der Deutschen Oper Berlin, am Royal Opera House Covent Garden (1950 und 1951), bei den Salzburger Festspielen (als Konstanze, Blondchen, Königin der Nacht und Servilia), den Bayreuther Festspielen (1951; als Waldvogel in Siegfried) sowie den Bregenzer Festspielen (als Annina in Eine Nacht in Venedig, Adele und Frau Fluth sowie Marie in Die verkaufte Braut) und beim Edinburgh Festival (als Konstanze).
1950 sang sie die Rolle der Konstanze in der ersten Gesamtaufnahme dieser Oper im Plattenstudio unter der Leitung von Josef Krips mit Kollegen aus dem Wiener Mozartensemble. Diese Partie übernahm Lipp von Erna Berger bei den Salzburger Festspielen, als diese erkrankte. Kurz darauf war Lipp in sämtlichen Partien des Faches an vielen Opernhäusern zu hören, die damals als Koloraturfach galten und auch Violetta in Verdis La traviata oder die Titelrolle in Massenets Manon beinhalteten.
1962 debütierte Wilma Lipp in den USA in San Francisco mit der Sophie, der Alice Ford (Falstaff), der Nedda und der Micaela, erweiterte das bereits enorme Gastierwesen um Brüssel, Paris, Buenos Aires und Zürich, wo sie auch wieder Operette sang (Lisa in Das Land des Lächelns, Anna Elisa in Paganini).

### Spätere Karriere
Anfang der 1970er Jahre begann Wilma Lipp, sich langsam von der Bühne zurückzuziehen. In den letzten Jahren ihres Wirkens als Sängerin trat Lipp neben ihrem Stammhaus, der Wiener Staatsoper, auch an der Volksoper Wien (unter anderem als Laura, Micaela und als Gräfin Zedlau) auch wieder bei den Bregenzer Festspielen (unter anderem als Rosalinde, Laura und in Konzerten), am Opernhaus Zürich und den Salzburger Festspielen auf. Mit der Rolle der Marianne Leitmetzerin in Der Rosenkavalier gab sie ihren Bühnenabschied nach nahezu vierzig Jahren Bühnentätigkeit Anfang der 1980er Jahre in Wien (5. Juni 1981) und bei den Salzburger Festspielen. 1982 wurde sie zum Ehrenmitglied der Wiener Staatsoper ernannt. In den Jahren 1983/1984 übernahm sie bei den Salzburger Festspielen nochmals die Rolle der Marianne Leitmetzerin, ebenfalls auch noch 1986 am Teatro Regio in Turin.

### Tätigkeit als Gesangspädagogin
Lipp unterrichtete als Gesangspädagogin 18 Jahre lang am Mozarteum in Salzburg. Zu ihren Schülerinnen gehörten unter anderem Kathleen Cassello, Birgid Steinberger, Ingrid Habermann, Eva Lind und Iride Martinez. Diese Sängerinnen waren vor allem in den „Lipp-Rollen“ erfolgreich. 1998 emeritierte sie und war danach im Ruhestand. Verheiratet war sie unter anderem mit dem Musikmanager und Direktor der Wiener Staatsoper Rudolf Gamsjäger.
Sie wurde in einem ehrenhalber gewidmeten Grab (Gruppe 40, Nummer 204) auf dem Wiener Zentralfriedhof beigesetzt.

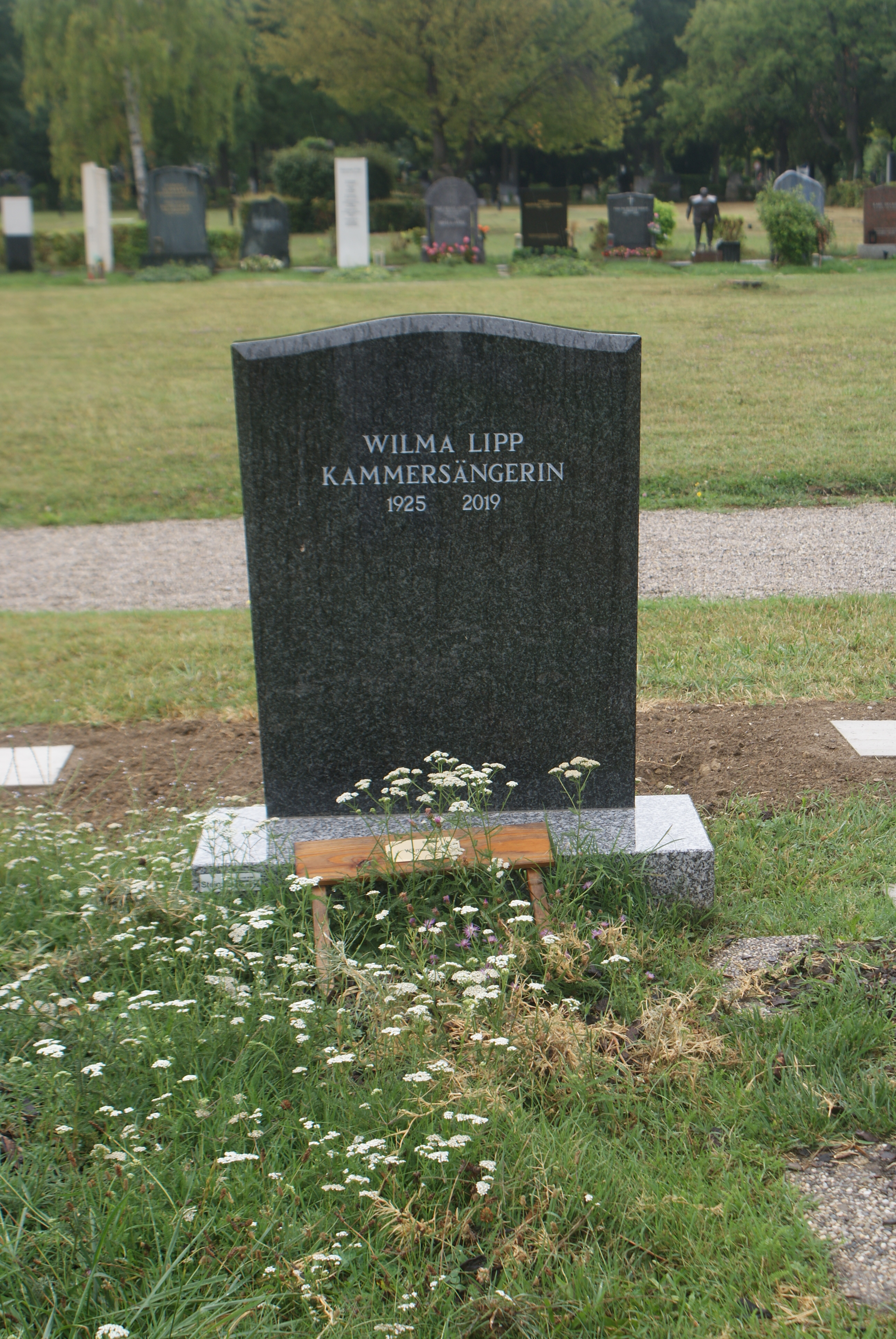
Grabstätte von Wilma Lipp

## Auszeichnungen
- 1966: Nicolai-Medaille der Wiener Philharmoniker
- 1977: Ehrenmedaille der Bundeshauptstadt Wien in Gold
- 1982: Ehrenmitglied der Wiener Staatsoper
- 2004: Goldenes Ehrenzeichen für Verdienste um das Land Wien[2]

## Filmmaterial
- Unsterblicher Mozart – Wilma Lipp als Konstanze (Ausschnitte aus Die Entführung aus dem Serail, Don Giovanni und Die Hochzeit des Figaro)
- Das Dreimäderlhaus – Wilma Lipp ist am Ende des Filmes selbst mit Schuberts Ave Maria zu sehen.
- Der Kardinal – Wilma Lipp spielt die Rolle einer Katholikin in der NS-Zeit.
- Der Rosenkavalier – Salzburger Festspiele 1982, Musikalische Leitung und Regie: Herbert von Karajan
- Wochenschau – Film der Nachkriegszeit, Wilma Lipp singt den Frühlingsstimmenwalzer anlässlich des Besuches von John F. Kennedy
- Karussell 1967 – TV-Show mehrere Folgen, Wilma Lipp singt Operettenmelodien
- The Salzburg festival – Film von Tony Palmer, Wilma Lipp wird bezüglich Regietheater interviewt und hält mit ihrem Missfallen über Doris Dörries „Rigoletto“ an der Bayerischen Staatsoper nicht hinterm Berg
- Zeitzeugen – Wege zur Zweiten Republik – Dokumentation, hrsg. von der Universität Salzburg u. dem Landesstudio Salzburg des ORF. Kremayr & Scheriau, Wien 1987
- 50 Jahre Wiedereröffnung Wiener Staatsoper – Wilma Lipp; Elisabeth Schwarzkopf, Sena Jurinac als Ehrengäste der Gala 2005

## Tonträger
| Stück                                     | Sänger                                                                      | Musikalische Leitung    | Jahr |
| ----------------------------------------- | --------------------------------------------------------------------------- | ----------------------- | ---- |
| Fra Diavolo (Auber)                       | Lipp (Zerline), Pease, Schock, Zollenkopf                                   | Wilhelm Schüchter       | 1954 |
| Matthäuspassion (Bach)                    | Berry, Lipp, Ludwig, Wunderlich                                             | Karl Böhm               | 1961 |
| 9. Sinfonie (Beethoven)                   | Höngen, Lipp, Patzak, Weber                                                 | Jascha Horenstein       | 1950 |
| 9. Sinfonie (Beethoven)                   | Dickie, Frick, Höffgen, Lipp                                                | Carl Schuricht          | 1956 |
| 9. Sinfonie (Beethoven)                   | Boese, Crass, Lipp, Wunderlich                                              | Otto Klemperer          | 1961 |
| Fidelio (Beethoven)                       | Lipp (Marzelline), Nilsson, Unger, Vickers                                  | Herbert von Karajan     | 1960 |
| Fidelio (Beethoven)                       | Dickie, Lipp (Marzelline), Løvberg                                          | Herbert von Karajan     | 1961 |
| Ein deutsches Requiem (Brahms)            | Lipp, Waechter                                                              | Otto Klemperer          | 1958 |
| Ein deutsches Requiem (Brahms)            | Crass, Lipp                                                                 | Wolfgang Sawallisch     | 1965 |
| L’elisir d’amore (Donizetti)              | Dermota, Lipp (Adina)                                                       | Josef Krips             | 1953 |
| La fille du régiment (Donizetti)          | Friedrich, Lipp (Marie), Litz                                               | Wilhelm Schüchter       | 1952 |
| Martha (Flotow)                           | Kmentt, Lipp (Lady Harriet), Plümacher                                      | Wilhelm Schüchter       | 1951 |
| Orfeo ed Euridice (Gluck)                 | Lipp (Euridice), Ludwig, Schädle                                            | Josef Krips             | 1965 |
| Faust (Gounod)                            | Ghiaurov, Höngen, Kmentt, Lipp (Marguerite), Sereni                         | Georges Prêtre          | 1961 |
| Faust (Gounod)                            | Höngen, Kmentt, Lipp (Marguerite), Uhde, Waechter                           | Georges Prêtre          | 1963 |
| Faust (Gounod)                            | Domingo, Lipp (Marguerite), Sereni, Siepi                                   | Ernst Märzendorfer      | 1968 |
| Die Ausflüge des Herrn Brouček (Janáček)  | Fehenberger, Lipp, Wunderlich                                               | Josef Keilberth         | 1959 |
| Die lustige Witwe (Lehár)                 | Grundén, Lipp (Hanna), Mottl                                                | Anton Paulik            | 1958 |
| Pagliacci (Leoncavallo)                   | Braun, Hopf, Lipp (Nedda), Pease                                            | Wolfgang Sawallisch     | 1954 |
| Lieder (Marx)                             | Auger, Dermota, Lipp, Seefried                                              | Joseph Marx             | 1952 |
| Der Bettelstudent (Millöcker)             | Anday, Christ, Lipp (Laura), Rethy, Waechter                                | Anton Paulik            | 1951 |
| Der Bettelstudent (Millöcker)             | Böhme, Lipp (Laura), Schädle, Terkal, Töpper                                | Werner Schmidt-Boelcke  | 1956 |
| Die Entführung aus dem Serail (Mozart)    | Klein, Koreh, Lipp (Konstanze), Loose, Ludwig                               | Josef Krips             | 1950 |
| Die Entführung aus dem Serail (Mozart)    | Lipp (Konstanze), Steffek, Wunderlich                                       | Heinrich Hollreiser     | 1962 |
| Don Giovanni (Mozart)                     | Evans, Grümmer, Lipp (Elvira), Scovotti, Waechter                           | Hans Schmidt-Isserstedt | 1963 |
| Große Messe in c-Moll (Mozart)            | Dickie, Berry, Lipp, Ludwig,                                                | Ferdinand Grossmann     | 1950 |
| Idomeneo (Mozart)                         | Grümmer, Kmentt, Lewis, Lipp (Ilia)                                         | Hans Schmidt-Isserstedt | 1964 |
| Le nozze di Figaro (Mozart)               | Kerns, Lipp (Contessa Almaviva), Popp, Siepi                                | Horst Stein             | 1973 |
| Requiem (Mozart)                          | Dickie, Höngen, Lipp, Weber                                                 | Jascha Horenstein       | 1956 |
| Requiem (Mozart)                          | Berry, Dermota, Lipp, Rössel-Majdan                                         | Herbert von Karajan     | 1962 |
| Die Zauberflöte (Mozart)                  | Greindl, Lipp (Königin der Nacht), Ludwig, Oravez, Schmitt-Walter, Seefried | Wilhelm Furtwängler     | 1949 |
| Die Zauberflöte (Mozart)                  | Dermota, Kunz, Lipp (Königin der Nacht), Loose, Seefried, Weber             | Herbert von Karajan     | 1950 |
| Die Zauberflöte (Mozart)                  | Dermota, Greindl, Kunz, Lipp (Königin der Nacht), Oravez, Seefried          | Wilhelm Furtwängler     | 1951 |
| Die Zauberflöte (Mozart)                  | Lipp (Königin der Nacht), Schock, Stich-Randall                             | Josef Keilberth         | 1953 |
| Die Zauberflöte (Mozart)                  | Berry, Böhme, Güden, Lipp (Königin der Nacht), Loose, Simoneau              | Karl Böhm               | 1955 |
| Die Zauberflöte (Mozart), Auszüge         | Frick, Kunz, Lipp (Pamina), Schock                                          | Wilhelm Schüchter       | 1963 |
| Die lustigen Weiber von Windsor (Nicolai) | Lipp (Frau Fluth), Rössl-Majdan, Nissen, Schädle, Terkal                    | Wilhelm Schüchter       | 1953 |
| Hoffmanns Erzählungen (Offenbach)         | Lipp (Olympia), Mödl, Schock, Trötschel                                     | Eugen Szenkar           | 1953 |
| La Bohème (Puccini)                       | Eipperle, Lipp (Musetta), Poell, Terkal                                     | Clemens Krauss          | 1952 |
| La Bohème (Puccini)                       | Dermota, Lipp (Mimi)                                                        | Josef Krips             | 1965 |
| Gianni Schicchi (Puccini)                 | Fischer-Dieskau, Lipp (Nella)                                               | Alberto Erede           | 1975 |
| Ein Walzertraum (Straus), Auszüge         | Lipp (Franzi), Schock                                                       | Robert Stolz            | 1967 |
| Die Fledermaus (Strauß)                   | Dermota, Güden, Lipp (Adele), Patzak                                        | Clemens Krauss          | 1950 |
| Die Fledermaus (Strauß)                   | Lipp (Adele), Scheyrer, Terkal                                              | Otto Ackermann          | 1959 |
| Die Fledermaus (Strauß)                   | Holm, Lipp (Rosalinde), Schock                                              | Robert Stolz            | 1966 |
| Wiener Blut (Strauß)                      | Gruber, Güden, Lipp (Pepi), Schock                                          | Robert Stolz            | 1967 |
| Capriccio (Strauss)                       | Casa, Dermota, Lipp (Italienische Sängerin), Schöffler                      | Karl Böhm               | 1953 |
| Der Rosenkavalier (Strauss)               | Lipp (Sophie), Rysanek, Seefried                                            | André Cluytens          | 1966 |
| Der Rosenkavalier (Strauss)               | Baltsa, Lipp (Leitmetzerin), Perry, Tomowa-Sintow                           | Herbert von Karajan     | 1984 |
| Falstaff (Verdi)                          | Cunitz, Fischer, Holm, Lipp (Nanetta)                                       | Georg Solti             | 1954 |
| Falstaff (Verdi)                          | Fischer-Dieskau, Lipp (Alice Ford)                                          | Mario Rossi             | 1966 |
| Siegfried (Wagner)                        | Aldenhoff, Lipp (Waldvogel), Varnay                                         | Herbert von Karajan     | 1950 |
| Der Vogelhändler (Zeller), Querschnitt    | Lipp (Christl), Patzak, Zadek                                               | Anton Paulik            | 1955 |